# Сьюзен Картер Голмс
Сьюзан Картер Голмс (англ. Susan Carter Holmes, нар. 1933) — британська ботанік і таксономіст позавідомчого державного органу,  керує роботою Королівських ботанічних садів К'ю.
Вона виявила та каталогізувала більш як 200 рослин із родини молочайні, зокрема сукуленти з родів Euphorbia та Monadenium, а також близько 20 видів алое. Усі статті опубліковані під її дошлюбним прізвищем — Сьюзен Картер.
Сьюзан Картер Голмс обіймає посаду президента International Euphorbia Society (IES).

## Вшанування імені
- Euphorbia carteriana P.R.O.Bally 1964
- Euphorbia holmesiae Lavranos 1992
- Euphorbia susanholmesiae Binojk. & Gopalan 1993

## Наукові праці
- Carter, Susan: New Succulent Spiny Euphorbias from East Africa, 1982. ISBN 1-878762-72-9
- Carter, Susan & Smith, A. L.: Flora of Tropical East Africa, Euphorbiaceae 1988. ISBN 90-6191-338-1
- Carter, Susan & Eggli, Urs: The CITES Checklist of Succulent Euphorbia Taxa (Euphorbiaceae) 1997. ISBN 3-89624-609-7